# Ninja Scroll
Jûbei ninpûchô (獣兵衛忍風帖), ou Ninja Scroll em inglês, é um filme japonês de animação de Yoshiaki Kawajiri.